# Galápagosstormvogeltje
Galápagosstormvogeltje (Hydrobates tethys synoniem: Oceanodroma tethys) is een vogel uit de orde van buissnaveligen (Procellariiformes).

## Verspreiding
Er zijn twee ondersoorten:
- H. t. tethys - Roca Redonda (nw of Isabela), Genovesa and Pitt Point (ne San Cristobal; nw, nc and ne Galápagos)
- H. t. kelsalli - is. San Lorenzo and Pescadores (n, w of Lima), Sanayan and Los Vieja (=Independencia; Paracas Pen. area, c Peru), Atacama Desert and I. Grande (Caldera, n Chile)